# Duvno
Duvno je kraj u Hercegbosanskoj županiji u BiH, uokolo Duvanjskog polja. Sinonimno se koristi i kao naziv za čitav Duvanjski kraj (Općina Tomislavgrad), koji osim samog Duvna obuhvaća i okolne krajeve Roškog polja, Vinice, Buškog blata i Šuice.
Naziv dolazi od imena prvotnog središta ilirskog naroda Dalmata ili Delmata, Delminija (Delminium), koji su Hrvati po doseljenju u ovaj kraj u ranom srednjem vijeku preuzeli kao D'lmno i preko oblika Dumno očuvali do danas. Na Duvanjskom polju je po predaji okrunjen hrvatski kralj Tomislav. Središte Duvna je Tomislavgrad.
Ime Duvna osobito je blago u hrvatskome jeziku, jer je očuvano iz prapovijesnih i antičkih vremena i to pretežno izravnim, usmenim putem, što pokazuje ukorijenjenost Hrvata u njihovom nacionalnom prostoru. Iz njega je, može se reći, izvedeno i ime Dalmacije koje je imalo donekle povoljnije uvjete za očuvanje, preko jake pismene te upravne tradicije.
Kako je Tomislavgrad u 2. pol. 20. stoljeća nosio nametnuto ime "Duvno", navedeni naziv se ponekad i danas poistovjećuje s gradom Tomislavgradom.

## Poveznica
- Tomislavgrad